# كيت فيرويذر
كيت فيرويذر (بالإنجليزية: Kate Fairweather)‏ هي نبالة أسترالية، ولدت في 2 يوليو 1975 في سوبياكو ‏ في أستراليا.

## وصلات خارجية
- كيت فيرويذر على موقع أوليمبيديا (الإنجليزية)
- كيت فيرويذر على موقع اللجنة الأولمبية الأسترالية (الإنجليزية)